# شهرک ناشینگ
شهرک ناشینگ (به لاتین: Nanxing Township) یک شهرک در جمهوری خلق چین است که در شهرستان جینگشینگ واقع شده‌است.